# Masashi Wakasa
Masashi Wakasa (若狭 大志 Wakasa Masashi?), född 24 juli 1989 i Saitama prefektur, är en japansk fotbollsspelare.
Wakasa började sin karriär 2012 i Oita Trinita. Han spelade 87 ligamatcher för klubben. 2016 flyttade han till JEF United Chiba. 2018 flyttade han till Tokyo Verdy.